# 페드로 펠리시아노
페드로 후안 펠리시아노 몰리나(Pedro Juan Feliciano Molina, 1976년 8월 25일~2021년 11월 8일)는 미국의 야구 선수로, 전 메이저 리그 시카고 컵스의 선수이다.